# Rel Hunt
Rel Hunt, właśc. Aurel Mitterdorfer (ur. 15 sierpnia 1974 roku w Sydney, w Nowej Południowej Walii) – australijski aktor teatralny, telewizyjny i filmowy.

## Życiorys
Jego ojciec był pochodzenia węgierskiego, a matka australijskiego. Dorastał z trójką młodszych braci. W liceum, został zwolniony z zajęć teatralnych, ponieważ był zbyt niezdyscyplinowany. Po ukończeniu szkoły średniej, rozpoczął trzy lata studiów na wydziale handlu na Uniwersytecie Nowej Południowej Walii.
Dorabiał jednocześnie jako model i występował w reklamach telewizyjnych. Karierę zawodową rozpoczął w 1990 roku w roli Briana w dwóch odcinkach australijskiej opery mydlanej Zatoka serc (Home and Away). Powrócił w jednym z odcinków tej serii w 1993 i 2010 roku. W 1993 roku pełni rolę Psa na jednym w odcinków serialu Policja Sidney (Police Rescue). W ostatnich dniach jego trzech lat nauki w szkole biznesu grał rolę Ryana Scheppersa w australijskim serialu Szkoła złamanych serc (Heartbreak High, 1997-99).
Wcielił się także w aktora Ala Corleya grającego Stevena Carringtona w popularnej operze mydlanej Dynastia w filmie telewizyjnym Za kulisami „Dynastii” (Dynasty: The Making of a Guilty Pleasure, 2004). Zagrał Angusa, pana szkockiego, który chce przywrócenia sprawiedliwości i prawości w Szkocji króla Makbeta, w uaktualnionej współczesnej wersji tragedii Williama Szekspira Makbet (Macbeth, 2006).

## Filmografia

### filmy fabularne
- 1994: Police Rescue jako Hugo
- 1996: Page 73 (film krótkometrażowy) jako Danny
- 1999: Wyspa szczęścia (Dear Claudia) jako Anton
- 1999: Time and Tide (TV) jako Justin
- 2000: Szkoła uwodzenia 2 (Cruel Intentions 2) jako Nigel Danby (sceny usunięte)
- 2000: Pupilka profesora (Teacher’s Pet) jako Buddy Lyle
- 2000: Rywalki (Rivals, TV) jako Butch Yunkin
- 2002: Rocket Power: Race Across New Zealand (TV) jako Tatupu (głos)
- 2004: Za kulisami „Dynastii” (Dynasty: The Making of a Guilty Pleasure, TV) jako Al Corley
- 2006: Makbet (Macbeth) jako Angus
- 2009: Zabójstwo Caroline Byrne (A Model Daughter: The Killing of Caroline Byrne, TV) jako Peter Byrne

### serial TV
- 1990: Zatoka serc (Home and Away) jako Brian
- 1993: Police Rescue jako Dog
- 1993: Zatoka serc (Home and Away) jako Dzieciak ulicy
- 1994: G.P. jako Sean de Beer
- 1994: Policjanci z Mt. Thomas (Blue Heelers) jako Ben Murphy
- 1997-99: Szkoła złamanych serc (Heartbreak High) jako Ryan Scheppers
- 2001: Head Start jako Jordan Gray
- 2002: Static Shock jako Franke Damico (głos)
- 2003: Ucieczka w kosmos (Farscape) jako Karohm
- 2005: Na wysokiej fali (Blue Water High) jako Casey
- 2005: Alicja (The Alice) jako Kane
- 2007: Morski patrol (Sea Patrol) jako kpt. Craig Bolt
- 2010: Zatoka serc (Home and Away) jako Dave Morgan
- 2011: Porachunki (Underbelly) jako William Archer